# Idrissa Kouyaté
Idrissa Kouyaté, né le 27 avril 1991 à Abidjan, est un footballeur ivoirien. Il évolue au poste d'attaquant.
Il joue en Première Division pour le CS sfaxien de 2010 à août 2016, puis au FK Dinamo Brest en Biélorussie depuis août 2016.
Il a commencé sa carrière tout jeune à l'entente sportive de Bingerville (il y a fait toutes ses classes) avant de signer pour l'un des plus grands club  ivoirien quelques années plus tard : l'Africa sport national, éternel rival de l'ASEC Mimosas.
Avec l'Africa, il fait montre de son talent, et ce en une saison disputée avec l'équipe sénior : il marque plus de 20 buts toutes compétitions confondues. Au terme de la saison, il effectue un essai concluant au club belge de La Gantoise (KAA Gent) mais l'offre du club est jugée peu convaincante par les dirigeants ivoiriens. Idrissa Kouyaté atterrit donc en Tunisie au club sportif sfaxien. Avec ce club, il remporte en 2013 la coupe CAF après une finale perdue en 2010, il remporte également la coupe de Tunisie et le championnat tunisien respectivement en 2010 et 2013, il est également sacré meilleur buteur des play-offs du championnat.

## Carrière
- 2008-2010 : Africa Sports  Côte d'Ivoire
- 2010-2014: Club sportif sfaxien  Tunisie[1]

Récompenses individuelles
- Côte d'Ivoire Premier Division Côte d'Ivoire Top Scorer: 2010
- Champion de Côte d'Ivoire  Côte d'Ivoire: 2010
- Meilleur jeune joueur du championnat Ivoirien : 2010

## Palmarès
- Coupe de la CAF (1) :
  - vainqueur avec le css : 2013
  - Finaliste : 2010
- Coupe de Tunisie de football (0) :
  - Finaliste : 2010 2013
- Champion de Tunisie : 2013
- Coupe de la confédération : 2013
- Vainqueur de la coupe de Biélorussie : 2017